# Laida iz Korinta
Laida iz Korinta (grč. Λαΐς ἡ Κορινθία) je bila znamenita starogrčka hetera, odnosno kurtizana, za koju se veruje da bila rodom iz Korinta. Nešto kasnije je živela hetera istog imena - Laida iz Hikare - a antički izvori ih često mešaju.
Laida iz Korinta je živela u doba Peloponeskog rata i za nju se govorilo da je najlepša žena svog vremena. Među njenim brojnim ljubavnicima bio je filozof Aristip (koji joj je posvetio dva svoja spisa) i olimpijski šampion Eubota iz Kirene. U starosti je postala alkoholičarka i umrla u Korintu.